# Bertrand Turnbull
Bertrand Turnbull (* 19. April 1887 in Cardiff; † 17. November 1943 ebenda) war ein walisischer Hockeyspieler, der 1908 mit der walisischen Nationalmannschaft Olympiadritter war.

## Sportliche Karriere
Bertrand Turnbull besuchte das Downside College in Bath. Er spielte in 19 Länderspielen für Wales. Bei den Olympischen Spielen 1908 in London traten insgesamt sechs Mannschaften an, darunter vier britische Teams. In der ersten Runde schieden die beiden nichtbritischen Teams aus, während die walisische Mannschaft und die irische Mannschaft ein Freilos hatten. Diese beiden Mannschaften trafen dann im Halbfinale aufeinander, die Iren siegten mit 3:1. Die beiden unterlegenen Mannschaften des Halbfinales werden beide als Olympiadritte geführt. Im einzigen Spiel der walisischen Mannschaft stand Bertrand Turnbull im Tor, sein Cousin Philip Turnbull spielte im Sturm.
Neben seiner Hockeylaufbahn war Bertrand Turnbull auch im Cricket aktiv. 1911 bestritt er für Gloucestershire als Wicket-Keeper ein First-Class Cricket-Spiel gegen Cambridge University.
Bertrand Turnbull arbeitete in der Reederei seiner Familie, bis zu seinem Tod war er dort Geschäftsführer.